# Buellia sorediata
Buellia sorediata är en lavart som först beskrevs av Edward Tuckerman, och fick sitt nu gällande namn av Hugo Magnusson. Buellia sorediata ingår i släktet Buellia och familjen Physciaceae.   Inga underarter finns listade i Catalogue of Life.